# یونیس چومبا
یونیس چومبا (انگلیسی: Eunice Chumba؛ زادهٔ ۲۳ مهٔ ۱۹۹۳) دونده ماراتن زن کنیایی‌تبار اهل بحرین است.
وی در مسابقات کشوری و بین‌المللی در مجموع برندهٔ ۵ مدال طلا، ۲ مدال نقره، ۳ مدال برنز شده‌است.